# Трифон Печенгский
Три́фон Пе́ченгский (фин. Trifon Petsamolainen, колтта-саам. Pââʹss Treeffan, Три́фон Ко́льский, фин. Trifon Kuolalainen; 1495 — 15 [25] декабря 1583) — русский православный монах, провёл аскетическую жизнь на Кольском полуострове в XVI веке. Является основателем Печенгского монастыря. Почитается Русской православной церковью в лике преподобных. Память совершается 15 декабря (по юлианскому календарю). Почитается в Соборах Кольских, Карельских, Новгородских, Тверских святых.
Известное «Житие святого Трифона» было написано приблизительно во второй половине XVII века на основании кратких записей-памятей, хранившихся в Печенгском монастыре. Не имея возможности восстановить биографию святого, его агиограф просто привёл разрозненные записи к виду классического жития, заполнив пробелы стандартными агиографическими оборотами о благочестивой жизни святого. Однако существуют документы, которые представляют обращение к молитве и покаянию святого в ином свете. В «Сообщении о земли лопи» голландский купец Симон ван Салинген передаёт рассказ самого Трифона о годах его молодости, когда тот был атаманом шайки разбойников, но пришёл к раскаянию: «Он был грозным для врагов воином, много народу ограбил и разорил он на границе и много крови пролил, в чём раскаялся и о чём горько сожалел: поэтому, он поклялся не носить в своей жизни полотна, решил сделать себе обруч вокруг пояса и (вдали) от всех людей, в пустыне, среди диких зверей каяться перед Богом…»

## Жизнеописание
Святой Трифон Печенгский (в миру — Митрофан) был сыном священника из Новгородской земли, города Торжок. Будущий святой родился в июне 1495 года. От юности отличался богатырской силой и крепким здоровьем. В молодости служил одному из местных бояр. Затем оказался на военной службе, а через время стал предводителем шайки разбойников, которая наводила страх на «каянских немцев» (финнов), доходя в своих разбойничьих рейдах до «Каяно-моря» (Ботнического залива). Имея необузданный нрав, однажды в ярости убил свою возлюбленную. После этого в раскаянии ушёл на север, на Кольский полуостров, реку Печенгу. Пятилетние скитания в диких лесах, полных опасностей, изнурительного холода и голода, закончились встречей с Феодоритом Кольским, пришедшим на север из Заволжья ради просвещения местных языческих племён.
После пяти лет совместных трудов, Митрофан, изучив язык лопарей, отправился для самостоятельной проповеди в землю своих скитаний, на реку Печенгу. Со временем миссионеры, испытывая яростное противодействие местных колдунов-нойдов, добились успехов в своей деятельности. Необходимость церковного строительства, священников для окормления вновь обращённой лопи потребовали нового путешествия проповедников в Великий Новгород к епархиальному владыке архиепископу новгородскому Макарию. В 1530 году Феодорит и Митрофан отправились в путь. Обратно на Север миссионеры возвращались со строителями, богослужебными книгами, церковной утварью. Вместе с ними шёл новгородский иеромонах Илия.
В 1532 году Митрофан при впадении реки Маны в Печенгу основал монастырь во имя Святой Троицы. Церковь освятил иеромонах Илия. Им же Митрофан был пострижен в монахи под именем Трифон. Трифон, виновный в пролитии крови, не мог воспринять священнический сан. Богослужение в монастыре совершал иеромонах Иона, бывший ещё недавно настоятелем Никольского храма в Коле, белым священником Иоанном.
В голодный 1548 год братия Кольского монастыря преподобного Феодорита, настаивая на облегчении монастырского устава и, как пишет князь Курбский, обладании землями и угодьями, избивает и изгоняет своего игумена. После этого они явились на Печенгу, к преподобному Трифону. Приход столь буйной братии вынудил и Трифона покинуть монастырь. Канон преподобному Трифону сообщает, что его жизни была угроза от «лихих людей». Варлаам Керетский, когда после своего покаянного плавания он оказался в Печенгском монастыре, предрекает о братии Трифону: «Будут люди и села зело неукротимы, яко дикие звери, твоей ярости и острожелчию подобящиеся». Трифон вместе с небольшой группой монахов на восемь лет отправляется в скитание, собирая милостыню, которую он отсылает в монастырь. В отсутствие преподобного оставшаяся там братия самовольно перенесла монастырь ближе к устью реки, в место более удобное для промысла и торговли. В 1556 году Трифон вернётся сюда с новым игуменом Гурием и царской жалованной грамотой, дарующей монастырю льготы. С этого времени Трифон окормлял свою буйную братию до конца жизни. А обращённые им лопари всегда видели во святом наставника в христианской жизни и защитника от притеснений «лихих людей».
Чтобы иметь возможность уединённой молитвы, на берегу ручья, который впоследствии получил его имя, преподобный поставил церковь Успения Пресвятой Богородицы, куда часто удалялся для богомыслия и молчания.
Трифон Печенгский скончался 15 декабря 1583 года в возрасте 88 лет. Незадолго до своей кончины святой Трифон предсказал братии своего монастыря смерть от меча и разорение обители. Через шесть лет «свейские финны» разорили монастырь. Насельники монастыря, помня запрещение своего игумена устраивать побоище в церкви, приняли смерть стоя на коленях во время молитвы.

## Почитание
В Русской православной церкви преподобный Трифон почитается как «Просветитель лопарей». Русские моряки традиционно молятся святому Трифону Печенгскому, когда они находятся в опасности.

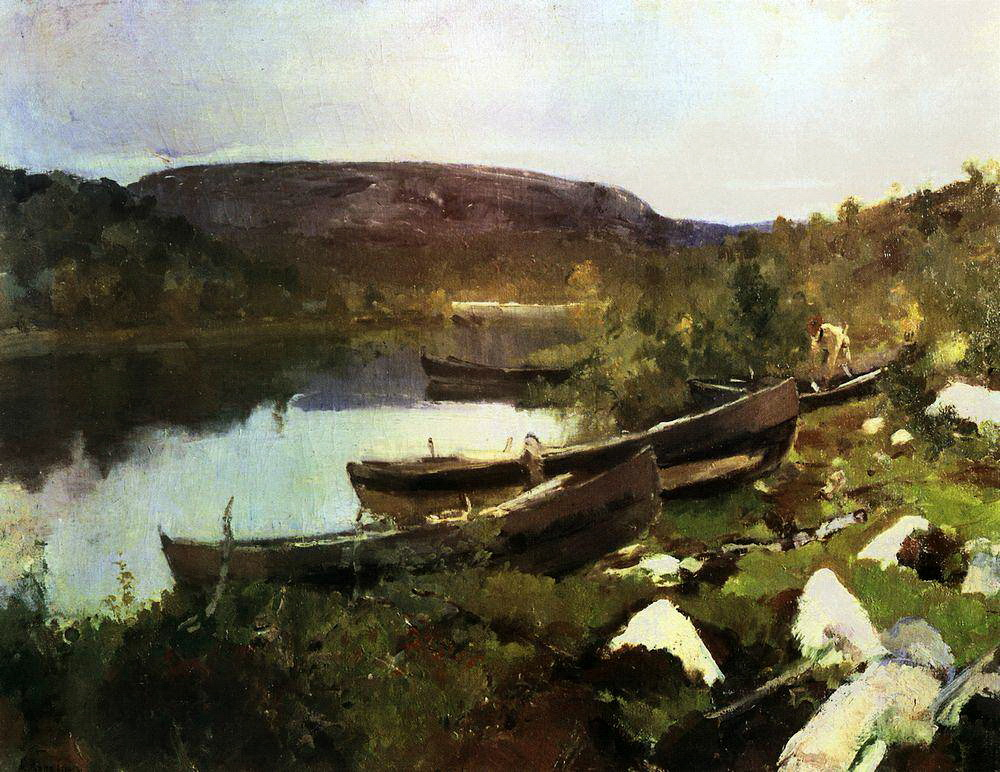
Константин Коровин.
Ручей святого Трифона в Печенге (1894)

Преподобный Трифон также широко почитается среди православных саамов-колттов в Финляндии и Норвегии. Ежегодно в селение Нейден (норв. Neiden), расположенное в норвежской коммуне Сёр-Варангер в последнее воскресенье августа приезжают представители от трёх православных общин — российской, норвежской и финской, чтобы отслужить совместную службу в часовне в честь св. Георгия Победоносца, воздвигнутой в 1565 году на этом месте преподобным Трифоном Печенгским.
На западном побережье Нейденской губы, на верхней части норвежского утеса Аккобафт отчетливо заметен белый крест, образованный пересечением прорезывающих гранит кварцевых жил. По существующему преданию, преподобный Трифон, узнав, что на Акко собирается много лопарей, а кебуны (шаманы) совершают там жертвоприношение из оленьего мяса, добрался водным путём до языческого капища, встал в лодке, поднял руки к утесу и осенил язычников крестным знамением. В тот же момент ударила молния, на скале запечатлелся крест, а шаманы после этого, как повествует легенда, превратились в камни, а жертвы их — в прах.
В день памяти Трифона Печенгского, 28 декабря (15 декабря по юлианскому календарю), с 2003 года по благословению Святейшего Патриарха Алексия II в день памяти преподобного Трифона установлено празднование Собору Кольских святых.
В художественной литературе образ Трифона Печенгского представлен в историческом романе Натальи Иртениной «Русь на Мурмане» (2016)